# Mięśniak prążkowanokomórkowy

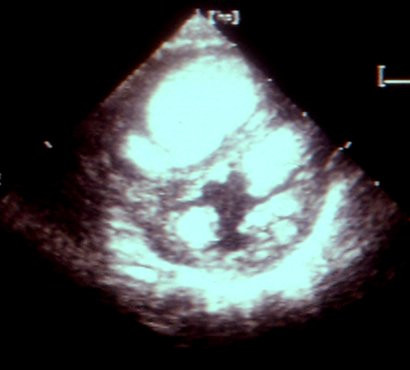
Obraz w echokardiografii mnogich guzów o charakterze rhabdomyomata w obydwu komorach serca noworodka

Mięśniak prążkowanokomórkowy (łac. rhabdomyoma, ang. rhabdomyoma) – guzowata zmiana w mięśniu poprzecznie prążkowanym lub mięśniu sercowym, przypuszczalnie o charakterze zaburzenia rozwojowego typu hamartoma, niekiedy określana jako nowotwór łagodny. Mięśniak prążkowanokomórkowy serca jest najczęściej bezobjawowy, objawy mogą wystąpić wskutek zwężenia drogi przepływu krwi. Guzy te nie mają predylekcji do określonej jamy serca i osiągają średnicę do kilku centymetrów. Histologicznie stwierdza się w nich obecność dużych, okrągłych lub wydłużonych komórek z centralnie położonym jądrem i licznymi wakuolami bogatymi w glikogen. Mięśniaki prążkowanokomórkowe serca spotykane są przede wszystkim u niemowląt i mogą samoistnie ustępować; są typowym objawem stwardnienia guzowatego.